# Gladys Jerotich Kipkemoi
Gladys Jerotich Kipkemoi, född den 15 oktober 1986, är en kenyansk friidrottare som tävlar i hinderlöpning.
Kipkemois genombrott kom när hon vann guld vid VM för juniorer 2004. Hon deltog som senior vid VM 2009 i Berlin där hon slutade på åttonde plats. Hon avslutade friidrottsåret med att bli trea vid IAAF World Athletics Final 2009.

## Personliga rekord
- 3 000 meter hinder - 9.14,62 från 2009